# 沈垭天主堂
沈垭天主堂是天主教老河口教区一座历史悠久的重要教堂，位于中国湖北省西北部襄阳市谷城县紫金镇沈垭村，在县城西南70公里茶园沟盆地西沿的磨盘山上，与房县接壤。其三百多年曲折的历史进程，见证了天主教在中国的发展历史。

## 历史
谷城天主教的历史可追溯到明朝末年，耶稣会传教士何大化最早将天主教传入谷城。1723年（雍正元年）颁布禁教令后，天主教教友遭搜捕，在城市无法立足，教友买下谷城县荒僻的茶园沟磨盘山整条山谷，移居到那里避难。1731年，拉布神父主持了第一场弥撒。这块所谓的“圣心移民地”的教友人数增加到10倍，其中一部分是新来的避难者，另一些是当地受洗的新教友。耶稣会士在教友中间建立组织严密的善会。磨盘山教堂遂成为天主教在鄂西北乃至全中国为数不多的一处重要的活动中心。
1779年，军队占领这块移民地。耶稣会遭取缔后，1784年，罗马教廷派遣使会接管耶稣会在华教务。1790年，遣使会传教士来到沈垭传教，到1793年法籍传教士刘格来神父掌管教务时，沈垭天主堂已管理鄂西北17个县，教友达7000余人。1819年，刘格来神父在此被捕，被押解到省会武昌，次年2月在武昌殉道。1839年9月15日，董文学神父在茶园沟被捕，押解到省会武昌后，1840年9月11日在武昌殉道。
1870年，湖北西北境宗座代牧區成立，由意大利方济各会负责。1879年，神父南熙在沈垭磨盘山修建西式教堂和修道院、育婴堂、大圣堂和十字山等，形成规模宏大的西式建筑群。
1930年10月18日，老河口主教恩礼奇因病荣休，在茶园沟修院休養。1931年5月15日，红军袭击茶园沟修道院，逮捕恩主教和其他意大利修士，到9月因恩主教病情恶化而将其釋放。
1949年3月23日，国民党军残部在谷城县紫金区沈家垭子反攻，杀死共产党的紫金区区长冯明道等人，27日，谷城县独立营第三连又在紫金区茶园沟受到伏击，58人生死不明。数月后共产党才将国民党军残部剿灭。此后，谷城沈垭天主堂方济各会院长意大利神甫艾国梁、中国神甫李崇厚，及老河口主教费乐理、副主教范济黎陆续被控“策划组织反革命武装暴乱”被捕，1954年7月，湖北省军事法庭宣判，艾国梁神父判处无期徒刑，费乐理主教有期徒刑7年，后被驱逐出境，其余外国神职人员驱逐出境，李崇厚神父判处死刑。
1968年，文化大革命期间，沈垭天主堂大圣堂遭拆除。1975年，修道院建筑又在一次山体滑坡中被毁。
1978年，沈垭天主教堂恢复教务活动。1982年，沈垭天主教堂被列为湖北省重点开放的教堂之一。1985年5月16日，沈垭天主教堂重新正式开堂。